# Röhrkasten
Die Ortschaft Röhrkasten gehört zur Stadt Obernkirchen. Obernkirchen liegt am Westhang 
der Bückeberge im Herzen des Schaumburger Landes in Niedersachsen. Röhrkasten liegt etwa 200 m über NN und beherbergt rund 310 Einwohner.

## Geschichte
Die Ortschaft Röhrkasten geht auf einen Adelshof derer zu „Rotherkissen“ (auch „Rorekersen“, „Rorekessen“, „Rorkarssen“) zurück. Eine Urkunde aus dem Jahre 1185 beweist die frühere Existenz. Um diesen Adelshof siedelten sich im Laufe der Jahrhunderte andere Bauernhöfe und Handwerker an. So entstand im Laufe der Jahrhunderte die Ortschaft Röhrkasten. 
Im Rahmen der Niedersächsischen Gebietsreform wurde die bis dahin eigenständige Gemeinde Röhrkasten am 1. März 1974 in die Stadt Obernkirchen eingegliedert.